# Teun van der Leer
Teun van der Leer (1959) is een Nederlands voorganger en bestuurder.

## Levensloop
Van der Leer groeide op binnen de Vergadering van Gelovigen. Zijn vader was havenevangelist. Op zijn 16e maakte hij de overstap naar een baptistengemeente. Hij volgde drie jaar de bijbelschool van In de Ruimte. In 1983 was hij medeoprichter van Soteria, een kwartaalblad voor evangelische theologische bezinning. Daarvoor maakte hij ook deel uit van de redactie van het blad Reveil. Van der Leer was ook werkzaam in het godsdienstonderwijs en in de journalistiek.
Van 1993 tot 2005 was Van der Leer voorganger van een baptistengemeente in Arnhem. In de tweede helft van de jaren negentig was hij ook voorzitter van de Evangelische Alliantie. In 2005 werd Van der Leer docent kerkelijke vakken aan het Baptisten Seminarium te Bosch en Duin. Een jaar later behaalde hij een Master aan het Center for Evangelical and Reformation Theology aan de Vrije Universiteit in Amsterdam. Hij studeerde af op de vraag wat de minimumeisen voor een kerk zijn om zich een kerk te mogen noemen. In 2007 werd Van der Leer benoemd tot rector van het Baptisten Seminarium.